# ローマ市電9200形電車
ローマ市電9200形電車（ローマしでん9200がたでんしゃ）は、イタリアの首都・ローマの路面電車（ローマ市電）の車両。車内全体の床上高さを下げた100 %低床構造の超低床電車で、「シティウェイII（Cityway II）」や「ローマII（Rome II）」とも呼ばれている。

## 概要
1998年、ローマ市電を運営するATACは、輸送力増強や将来的な路線網の拡張を見据え、フィアット（フィアット・フェロヴィアリア、現：アルストム）との間に新型車両の導入契約を交わした。これに基づき生産が実施されたのが9200形である。当初の発注両数は18両であったが、後にオプション分を用いて32両の追加発注が実施され、更にフィアット・フェロヴィアリアから2両の試作車が納入されている。
両運転台式の連接車で、後述の通り7車体連接車（全長33,000 mm）と9車体連接車（全長41,450 mm）の2種類の編成が生産された。車内全体の床上高さが350 mmに抑えられた100 %低床構造の超低床電車であり、中間車体に設置されている車軸が無い独立車輪式動力台車には外側・垂直位置に三相誘導電動機が左右1基ずつ搭載されている。モジュール構造を用いた車体はアルミニウム合金製で、流線形のデザインはインダストリアルデザイナーのジョルジェット・ジウジアーロが手掛けている。車内は空調装置が完備されている他、安全対策として監視カメラが車内外に搭載されている。
最初の車両は1999年にローマ市電に納入され、試運転を経て翌2000年3月から営業運転を開始した。以降、2001年までに全52両（9201 - 9252）が導入されたが、そのうちフィアット・フェロヴィアリアが試作車として納入した2両（9217、9218）は車体を増やした9車体連接車であった。しかしその状態で営業運転に就くことはなく、試運転の結果も芳しくなかった事から予備部品確保用に留置された後、2013年から2014年にかけて7車体連接車への改造を受けた。
その後、2006年に車輪について構造上の問題が発覚し、ATACとフィアット・フェロヴィアリアを吸収したアルストムとの間で訴訟が起きる事態となった。そして2007年5月、ATACに有利な形での判決が下された事で、アルストムは9200形を含め同様の車輪の問題が生じた車両の改修工事を無償で行っている。これらの工事を経て2023年時点でも52両全車が在籍しているが、一部車両は運用から離脱し車庫に留置されている。

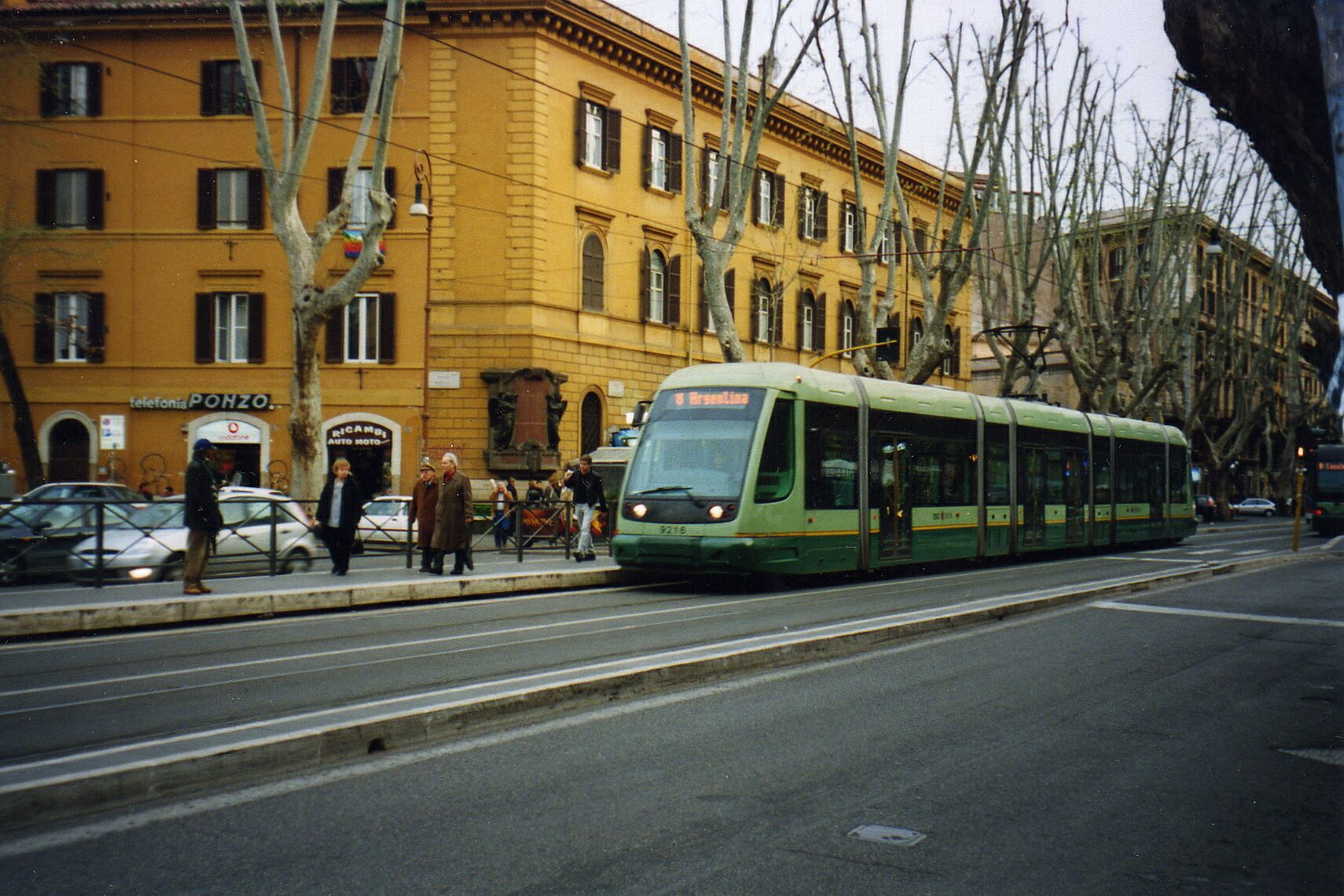
9200形（9216）（2004年撮影）
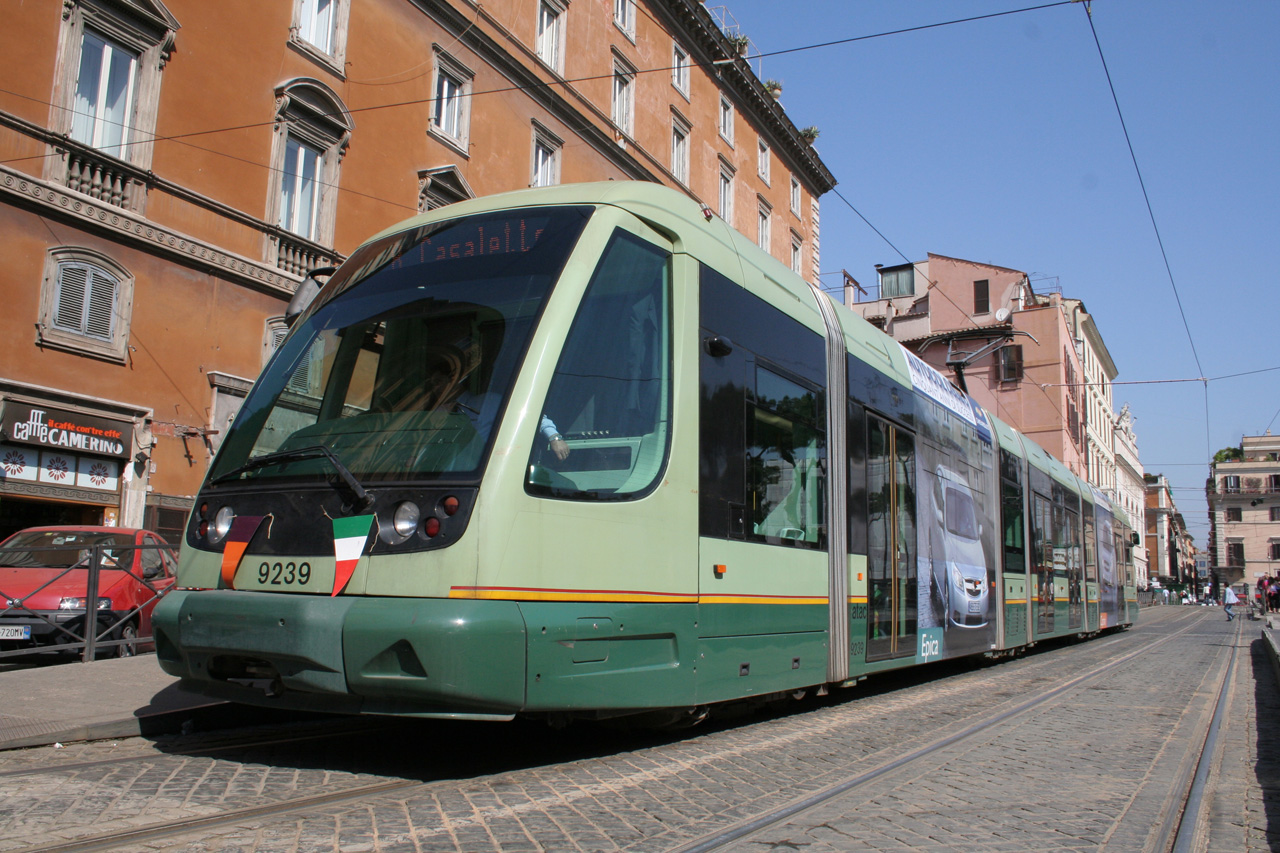
9200形（9239）（2007年撮影）
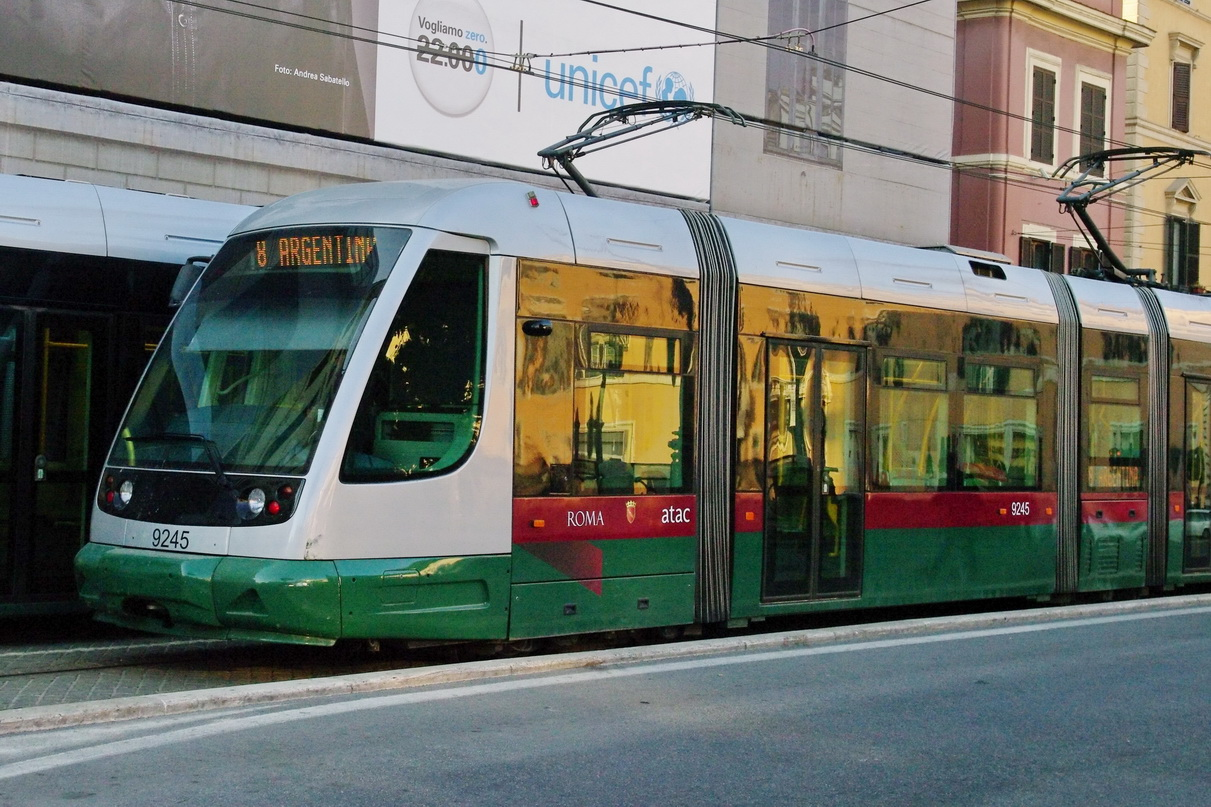
9200形（9245）（2012年撮影）
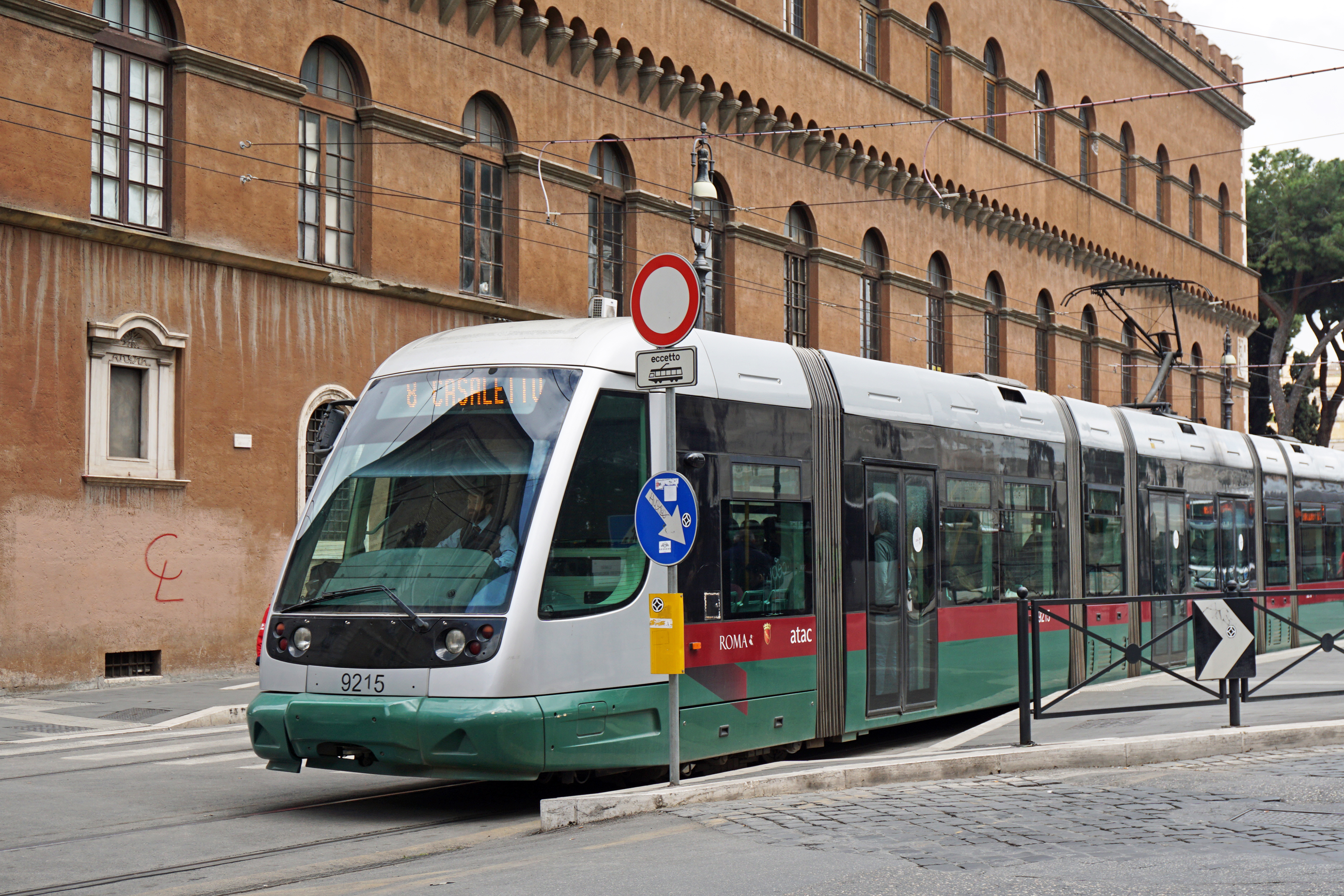
9200形（9215）（2016年撮影）